# Charlie Eastwood
Charlie Eastwood, né le 11 août 1995 à Belfast en Irlande du Nord, est un pilote automobile nord-irlandais. Il court avec une licence irlandaise.

## Palmarès

### Résultats aux24 Heures du Mans
| Année | Écurie    | Copilotes                     | Voiture                  | Classe   | Tours | Pos. | Class Pos. |
| ----- | --------- | ----------------------------- | ------------------------ | -------- | ----- | ---- | ---------- |
| 2018  | TF Sport  | Euan Hankey Salih Yoluç       | Aston Martin Vantage GTE | LMGTE Am | 304   | Abd. | Abd.       |
| 2019  | TF Sport  | Euan Hankey Salih Yoluç       | Aston Martin Vantage GTE | LMGTE Am | 327   | 42e  | 11e        |
| 2020  | TF Sport  | Jonathan Adam Salih Yoluç     | Aston Martin Vantage AMR | LMGTE Am | 339   | 24e  | 1re        |
| 2023  | ORT By TF | Ahmad Al Harthy Michael Dinan | Aston Martin Vantage AMR | LMGTE Am | 312   | 28e  | 2e         |

### Résultats aux24 Heures de Daytona
| Année | Écurie   | Copilotes                                  | Voiture                      | Classe | Tours | Pos. | Class Pos. |
| ----- | -------- | ------------------------------------------ | ---------------------------- | ------ | ----- | ---- | ---------- |
| 2021  | TF Sport | Ben Keating Maxwell Root Richard Westbrook | Aston Martin Vantage AMR GT3 | GTD    | 744   | 28e  | 7e         |

### Résultats enChampionnat du monde d'endurance FIA
| Année     | Écurie   | Voiture                  | Moteur                         | Classe   | 1     | 2        | 3     | 4        | 5     | 6     | 7     | 8     | Position | Points |
| --------- | -------- | ------------------------ | ------------------------------ | -------- | ----- | -------- | ----- | -------- | ----- | ----- | ----- | ----- | -------- | ------ |
| 2018-2019 | TF Sport | Aston Martin Vantage GTE | Aston Martin 4,5 L V8 Atmo     | LMGTE Am | SPA 2 | LMS Abd. | SIL 2 | FUJ 2    | SHA 8 | SEB 6 | SPA 2 | LMS 6 | 3e       | 99     |
| 2019-2020 | TF Sport | Aston Martin Vantage AMR | Aston Martin 4,0 L V8 Bi-Turbo | LMGTE Am | SIL 7 | FUJ 1    | SHA 1 | BHR Abd. | CAM 1 | SPA 3 | LMS 1 | BHR 8 | 2e       | 154    |

### Résultats enEuropean Le Mans Series
| Année | Écurie             | Voiture  | Moteur                     | Classe | 1   | 2   | 3   | 4   | 5   | 6   | Position | Points |
| ----- | ------------------ | -------- | -------------------------- | ------ | --- | --- | --- | --- | --- | --- | -------- | ------ |
| 2021  | Racing Team Turkey | Oreca 07 | Gibson GK428 4,2 L V8 Atmo | LMP2   | BAR | RBR | LEC | MON | SPA | POR |          |        |

### Résultats enAsian Le Mans Series
| Année | Écurie   | Voiture                      | Moteur                         | Classe | 1       | 2       | 3      | 4      | Position | Points |
| ----- | -------- | ---------------------------- | ------------------------------ | ------ | ------- | ------- | ------ | ------ | -------- | ------ |
| 2021  | TF Sport | Aston Martin Vantage AMR GT3 | Aston Martin 4,0 l V8 Bi-Turbo | GT     | DUB1 10 | DUB2 11 | ABU1 7 | ABU1 6 | 13e      | 10     |